# Feelin’ Good (альбом Сары Воан)
Feelin’ Good — студийный альбом американской певицы Сары Воан, выпущенный в 1972 году на лейбле Mainstream Records при участии продюсера Боба Шада.

## Отзывы критиков
| Оценки критиков                   | Оценки критиков |
| Источник                          | Оценка          |
| --------------------------------- | --------------- |
| Billboard                         | [ 1 ]           |
| The Encyclopedia of Popular Music | [ 2 ]           |

В журнале Billboard отметили, что Сара Воан редко выпускает что-то, кроме качественных альбомов, и этот раз не исключение. Также многие критики стали замечать, что вокальный стиль Воан начал меняться в этот период.

## Список композиций
1. «And the Feeling’s Good» (Норман Гимбел, Чарльз Фокс) — 4:20
2. «Just a Little Lovin’ Early In the Mornin’» (Барри Манн, Синтия Вайль) — 3:07
3. «Alone Again (Naturally)» (Гилберт О’Салливан) — 4:25
4. «Rainy Days and Mondays» (Роджер Николс, Пол Уильямс) — 3:42
5. «Deep In the Night» (Хелен Миллер, Ив Мерриам) — 3:17
6. «Run to Me» (Барри Гибб, Робин Гибб, Морис Гибб) — 3:00
7. «Easy Evil» (Алан О’Дэй) — 3:04
8. «Promise Me» (Питер Матц, Кэрол Холл) — 4:00
9. «Take a Love Song» (Донни Хэтэуэй, Надин Маккиннон) — 3:25
10. «Greatest Show On Earth» (Джерри Марчеллино, Мел Ларсон) — 3:00
11. «When You Think of It» (Роберт Аллен, Артур Кент) — 4:00

## Участники записи
- Вокал — Сара Воан
- Аранжировка — Питер Матц (1, 3, 4, 7-9), Аллин Фергюсон (2, 6, 10), Джек Эллиотт (2, 6, 10), Мишель Легран (5)